# Ambasada Mali w Berlinie
Ambasada Mali w Berlinie (fr. Ambassade de la République du Mali à Berlin) – misja dyplomatyczna Republiki Mali w Republice Federalnej Niemiec.
Ambasador Republiki Mali w Berlinie oprócz Republiki Federalnej Niemiec akredytowany jest również w Republice Estońskiej, Republice Łotewskiej oraz w Rzeczypospolitej Polskiej.